# He-Man – Tal der Macht
He-Man – Tal der Macht (Originaltitel: He-Man and the Masters of the Universe) ist eine US-amerikanische Fantasy-Zeichentrickserie, die von 1983 bis 1984 von Lou Scheimer beim Trickfilmstudio Filmation produziert wurde. Sie umfasst 130 Episoden in zwei Staffeln und basiert auf der Action-Figuren-Reihe Masters of the Universe von Mattel. Mit She-Ra – Prinzessin der Macht entstand eine Folgeserie.

## Inhalt
Prinz Adam, der Sohn von König Randor und Königin Marlena, wird an seinem 16. Geburtstag zum Schloss Grayskull gerufen. Dort überreicht ihm die mächtige Sorceress das magische Schwert von King Grayskull, der vor langer Zeit über den Planeten Eternia regierte. In diesem Schwert lebt der Geist von King Grayskull fort, der die Macht besitzt, den bösen Skeletor zu besiegen. Indem Adam den Spruch „Bei der Macht von Grayskull, ich habe die Kraft!“ ausruft, verwandelt er sich in den Superhelden He-Man.

## Entstehungsgeschichte
Im Jahr 1983 beauftragte die Spielzeugfirma Mattel das Zeichentrickstudio Filmation mit der Produktion einer Zeichentrickserie. Bis 1984 entstanden 130 Episoden in zwei Staffeln. Die Serie übernahm zentrale Figuren der Action-Figuren-Reihe Masters of the Universe und erweiterte den Handlungsrahmen.  
Die Verwandlung des Protagonisten Prinz Adam in He-Man wurde neu interpretiert: Anstatt zur Sorceress zu eilen, erhebt Adam sein Zauberschwert und spricht die Worte „Bei der Macht von Grayskull, ich habe die Kraft!“ („By the power of Grayskull, I have the power!“). Damit entfiel das ursprünglich eingeführte Konzept des zweiteiligen Zauberschwerts, dessen Vereinigung die Herrschaft über Eternia bedeutete – ein Element, das auch in den ab 1983 von Mattel veröffentlichten Mini-Comics nicht weiter verwendet wurde. 

## Veröffentlichung
Die Serie wurde in den USA in Syndication ausgestrahlt. 
In Deutschland wurde sie zunächst nur auf VHS veröffentlicht.
Im deutschen Fernsehen war sie erstmals vom 25. Januar 1988 bis zum 29. November 1992 unter dem englischen Originaltitel beim Privatsender Tele 5 im Rahmen der täglichen Kindersendung Bim Bam Bino in einer neuen Synchronfassung zu sehen. Später wurde sie mehrfach auf verschiedenen Sendern wie Premiere, dem neuen Tele 5, Anixe und ProSieben Maxx wiederholt, teils unter dem englischen Originaltitel, teils unter dem deutschen Titel. 
Von 2003 bis 2005 veröffentlichte das Unternehmen Nixbu die Serie verteilt auf zwölf DVD-Boxen. Ab 2007 veröffentlichte KSM die Serie in neuer Ausstattung auf vier DVD-Boxen, diesmal zusätzlich mit englischem Originalton und laut Hersteller „verbesserter Bildqualität“. Außerdem erschien eine Gesamtedition im Pappschuber. 2013 veröffentlichte KSM eine DVD-Box, die neben der gesamten Serie auch den Spielfilm Das Geheimnis des Zauberschwertes und die Crossover-Sonderfolge Weihnachten auf Eternia umfasst und auf 1.400 Stück limitiert ist. 
2022 veröffentlichte Plaion die Serie zusammen mit She-Ra – Prinzessin der Macht HD-überarbeitet in einem Komplettset namens "The Eternia Collection" auf Blu-ray. Das Set enthält neben den beiden Serien auch den Spielfilm Das Geheimnis des Zauberschwertes und die Crossover-Sonderfolge Weihnachten auf Eternia sowie sämtliches bisher veröffentlichtes Bonusmaterial, einen Comicband, Poster, Skizzen und ein Booklet mit Essay und Episodenführer. Darüber hinaus ist für einige Folgen die deutsche VHS-Synchronfassung enthalten.
Alle Veröffentlichungen auf VHS, DVD und Blu-ray tragen den englischen Originaltitel.

## Episodenliste
Bei der Episodenliste ist zu beachten, dass die Produktionsreihenfolge stark von der Ausstrahlungsreihenfolge abweicht.

## Fortsetzungen
Die Serie hatte zahlreiche Fortsetzungen, Remakes und Ableger.
Siehe auch: Masters of the Universe Fernsehserien